# Bitva u Montaperti
Bitva u Montaperti byla vybojována 4. září 1260 jako součást válek guelfů a ghibellinů a představuje jednu z nejkrvavějších bitev, která se ve středověku v Itálii odehrála. Sienští ghibellini podpoření Manfredem Sicilským v ní díky momentu překvapení a zradě některých ghibellínských sympatizantů na druhé straně bojiště rozdrtili florentské guelfy, což vedlo dočasně k podlomení moci Florencie, v níž se k moci nakrátko dostali ghibellini.
Bitvu připomíná řada památníků a Dantova Božská komedie, v níž slavný florentský básník umístil do devátého kruhu pekla Boccu degli Abatiho, svého vzdáleného příbuzného, jehož zrada měla klíčový podíl na porážce florentských.